# Arnoglossum floridanum
Arnoglossum floridanum là một loài thực vật có hoa trong họ Cúc. Loài này được (A.Gray) H.Rob. mô tả khoa học đầu tiên năm 1974.